# Neidingen (Sankt Vith)
Neidingen ist ein Ortsteil der Stadtgemeinde Sankt Vith in der Deutschsprachigen Gemeinschaft Belgiens. Es hat rund 85 Häuser und etwa 200 Einwohner.

## Infrastruktur

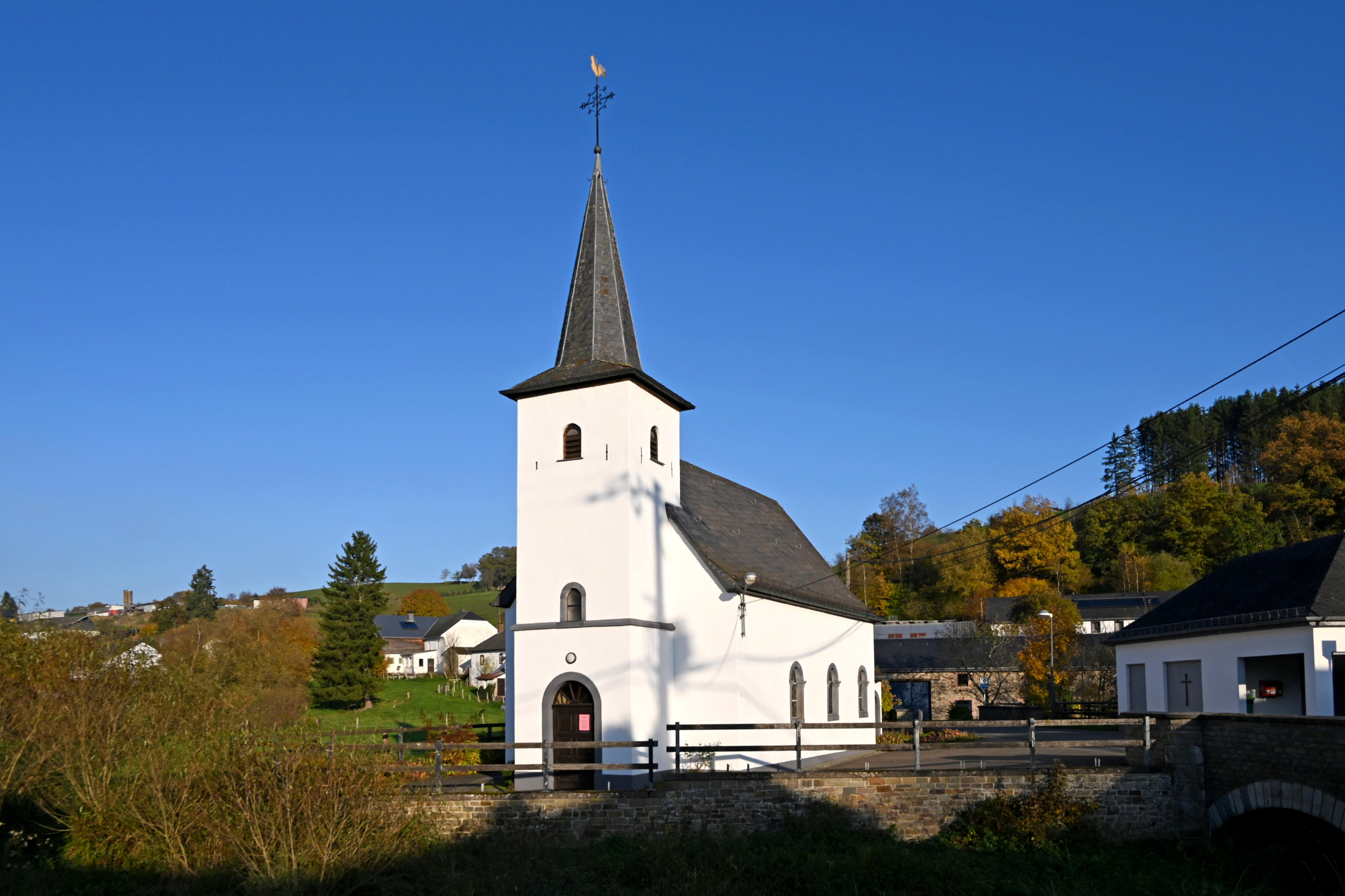
St. Antonius in Neidingen

Durch das Dorf fließt der Bach Braunlauf, ein rechter Zufluss der Our, der auch an der kleinen St.-Antonius-Kapelle vorbeiläuft. Das Dorf besitzt eine Zwergschule mit sechs Jahrgängen in einem einzigen Klassenraum.
Nördlich und östlich des Ortes verläuft die belgische Autobahn A 27, die östlich der Grenze auf deutschem Gebiet in die A 60 (Europastraße 42) Lüttich–Verviers–Sankt Vith–Prüm–Bitburg–Wittlich übergeht, mit der nächstgelegenen Anschlussstelle Lommersweiler. Durch den Ort verlief ehemals die bereits seit Jahrzehnten stillgelegte und mittlerweile abgebaute Bahnstrecke von Sankt Vith nach Lommersweiler. Die sich hier trennenden Streckenäste führten weiter über Reuland nach Ulflingen in Luxemburg mit Anschluss an die Bahnstrecke Luxemburg–Spa bzw. nach Deutschland über Bleialf, Pronsfeld und Prüm nach Gerolstein an der Eifelstrecke. Auf Teilabschnitten der letzteren ehemaligen Bahnlinie entstand der auch durch Neidingen führende Eifel-Ardennen-Radweg von St. Vith nach Gerolstein mit Anbindung an weiterführende Fernradwege. Der auf der Vennbahn entstandene Vennbahnradweg endet in Ulflingen.

## Veranstaltung
Zwischen 1991 und 2014 fand in Neidingen zweijährlich ein Kartoffelfest statt, bei dem unter anderem ein Kartoffelernte-Wettbewerb organisiert, und historische landwirtschaftliche Methoden vorgestellt wurden.